# Thar Peak
Thar Peak är en bergstopp i Kanada.   Den ligger i provinsen British Columbia, i den södra delen av landet, 3 400 km väster om huvudstaden Ottawa. Toppen på Thar Peak är 1 318 meter över havet. Thar Peak ligger vid sjön Falls Lake.
Terrängen runt Thar Peak är kuperad åt nordost, men åt sydväst är den bergig. Trakten runt Thar Peak är nära nog obefolkad, med mindre än två invånare per kvadratkilometer.. 
I omgivningarna runt Thar Peak växer i huvudsak barrskog.